# Біла Криниця (струмок)
Біла Криниця  — струмок (річка) в Україні в Чортківському районі Тернопільської області. Права притока річки Серет (басейн Дністра).

## Опис
Довжина струмка приблизно 4,49 км, найкоротша відстань між витоком і гирлом — 4,09  км, коефіцієнт звивистості річки — 1,10 .

## Розташування
Бере початок на східній стороні від села Свидова. Тече переважно на південний схід через село Лисівці і впадає у річку Серет, ліву притоку Дністра.

## Цікаві факти
- Гирло струмка перетинає автошлях Р24[2] (автомобільний шлях регіонального значення у Івано-Франківській, Тернопільській і Хмельницькій областях. Проходить територією Верховинського, Косівського, Коломийського, Городенківського, Заліщицького, Борщівського, Чемеровецького і Кам'янець-Подільського районів.).
- У XX столітті у верхів'ї струмка існувало природне джерело[1].